# 隆三杉太一
隆三杉 太一（たかみすぎ たかかつ、1961年3月1日 - ）は、神奈川県川崎市川崎区出身（出生地は兵庫県姫路市）で二子山部屋に所属した元大相撲力士。本名は金尾 隆（かなお たかし）。最高位は西小結（1991年1月場所、1993年1月場所）。現役時代の体格は179 cm、150 kg。得意手は突っ張り、押し。
現在は、年寄・常盤山であり、そして常盤山部屋の師匠である。

## 来歴

### 入門前
小学生の頃は空手で鳴らし、中学時代は柔道部に所属しつつも、相撲大会に駆り出されることがあった。
中学卒業直前に叔父の誘いで土俵の鬼と言われた第45代横綱初代若乃花の二子山部屋を見学に行き、当時、同部屋に所属していた幕下力士・高麗山の紹介で角界入りを決意した。

### 入門後
初土俵は、1976年3月場所。同期生には、後の大関・北天佑や前頭筆頭・天ノ山（幕下付出）などがいた。
出世は速く、1981年1月場所にて19歳8ヵ月（新十両発表は11月場所終了後）で新十両昇進、同年7月場所で入幕を果たした。スピード十両、スピード入幕の反面、三役昇進は新入幕の場所から10年、58場所目 と史上1位のスロー出世だった。丸い体を利した押し相撲で、長く幕内を務め、愛嬌のある風貌で、“ドラえもん” のニックネームで親しまれた。
1995年11月場所限りで引退 。

### 部屋付き親方時代
後は15代藤島から18代音羽山への名跡変更を経て15代常盤山を襲名した。11代二子山（大関・貴ノ花）が師匠を務めた二子山部屋の部屋付き親方となり、2004年6月に一代年寄・貴乃花が部屋を継承して貴乃花部屋と名称変更が行われた後も後進の指導に当たっていた。

### 部屋持ち親方時代
2016年4月、師匠の19代千賀ノ浦（元関脇・舛田山）の定年まで2週間を切り、出羽海一門からの後継者を擁立出来ず、同一門内の他の部屋との合併も合意に至らず、消滅間際になった千賀ノ浦部屋の継承を要請された。「力士の居場所が無くなるのはかわいそうだ」との思いから、家族にも同意を得て5年後に名跡を元に戻す事を条件に名跡を交換し、20代千賀ノ浦を襲名、異例の一門外からの部屋継承に至った。この師匠交代に伴い、千賀ノ浦部屋は出羽海一門から貴乃花一門へ移った。
師匠になってから1年半で、17歳で幕下に上がった後長く足踏みしていた隆の勝を出稽古と猛稽古で鍛え上げ、無事関取に育て上げている。隆の勝は、自身が師匠になってから初の関取となった。
2018年6月、貴乃花が離脱したことにより、貴乃花一門は消滅した。同年7月の相撲協会理事会で全ての親方は5つある一門のうちのいずれかに所属することが決定されたため、元々所属していた二所ノ関一門に加入を申請し、同年9月21日に認められた。同年10月には退職する貴乃花より「全員が千賀ノ浦部屋への移籍を希望しています」との強い依頼を受け、貴乃花部屋の力士たちと裏方全員を千賀ノ浦部屋へ迎え入れた。同月4日、部屋のTwitterに「どの子も我が子」と自ら書いた一筆をアップし、自らの弟子となった力士たちへの歓迎の意をあらわしている。
同年11月場所では、旧貴乃花部屋から移籍したばかりの小結・貴景勝が幕内最高優勝を果たした。しかし冬の九州巡業中に同じく旧貴乃花部屋から移籍した貴ノ岩が付け人であった貴大将に対し暴行を加えていたことが明らかになり、同年12月に貴ノ岩は引責引退となった。師匠である20代千賀ノ浦も監督責任を問われ、譴責処分を受けた。
20代千賀ノ浦は貴ノ岩を厳しく叱責 したが、「幕内で相撲を取った男だから最後の花道としてやってあげたい」と尽力し、2019年2月2日に両国国技館で断髪式を執り行っている。
2019年3月場所後、弟子の貴景勝が大関に昇進した。
同年9月場所直前の9月2日に弟子の貴ノ富士の付け人ら3人の序二段力士が部屋から姿を消した。20代千賀ノ浦は、同日深夜に連絡を取って貴ノ富士が付け人に暴行を加えた事態を把握。翌3日に鏡山コンプライアンス部長に報告し、19日の協会コンプライアンス委員会の会合では貴源治とともに貴ノ富士の弁明に立ち会った。同委員会による調査の結果、貴ノ富士による付け人への暴行・差別的発言 や貴源治による新弟子への理不尽な命令・処罰 が判明。千賀ノ浦についても「2018年10月に旧貴乃花部屋の力士たちが移籍してきた際、所属力士全員に対し『暴力・いじめ等をしない』という誓約書を提出させ、日頃から『暴力をしたらおしまいだから』と注意喚起してはいた」が、同月26日の理事会で師匠としての監督責任を問われ、報酬減額6ヵ月(20%)の処分を通達された。
2020年、コロナウィルス感染拡大防止の為、無観客で行なわれた3月場所で弟子の隆の勝が12勝3敗の好成績をおさめ初の三賞、敢闘賞を受賞した。
同年11月場所には、弟子の貴景勝が大関になってから初の幕内最高優勝を果たした。優勝インタビューで貴景勝は「自分が調子が悪い時でもどんな時でも懐で守ってくれた親方、おかみさん、部屋の皆んな、日頃からサポートしてくれている人たちに感謝している」と語っている。                        	        
同年11月26日、両者間の当初からの取り決めだった5年で名跡を元に戻すことが理事会で承認され、20代千賀ノ浦は17代常盤山に戻った。これに伴い同日付で部屋の名称も「常盤山部屋」となり、同年2月16日には新宿舎を板橋区前野町に構え、「常盤山部屋」を創設した。稽古場には17代常盤山の師匠にあたる土俵の鬼と呼ばれた第45代横綱若乃花の写真が三枚飾られていると関係者により伝えられている。コロナ禍中の為、二所ノ関一門の親方や関取が参加する部屋開きなどは行われない。                        	        
2021年1月27日の番付編成会議で貴健斗の新十両昇進が発表された。                        	        
2021年7月場所中、大麻使用の噂が流れていた弟子の貴源治が協会の聴取に当初は否認したが尿検査で陽性反応が出たことから使用を認めた。同月30日に貴源治は懲戒解雇となり、噂の情報提供が他の部屋からであったことからも17代常盤山は厳しく監督責任を問われ、委員から年寄に2階級降格処分を受けた。
2023年1月場所において大関の貴景勝が3度目の幕内最高優勝を果たした。2月23日にはときわ台駅前広場にて板橋区初の優勝報告会が開かれ2,000人を超える人々が祝福した。
2023年9月場所において大関貴景勝が４度目の幕内最高を果たした。
2024年3月、2021年7月に受けていた2階級降格処分が解除されて委員に復帰した。
2025年1月29日の番付編成会議で弟子の若ノ勝の新十両昇進が発表された。

## エピソード
- 入門時には隆の里に目をかけられ、新弟子の出世披露で締めた化粧廻しも隆の里のものであった。隆の里には稽古法やウェイトトレーニングを学び、「俺が入門した時は、過食と大量の飲酒の怖さを教えてくれる先輩がいなかった。お前は気をつけろよ」「糖分の多いジュースは控えろよ」などとアドバイスも受けている。四股名「隆三杉」は、「俺たちの四股名で強くなれ」との理由で隆の里と若三杉から貰ったものである[22]（本名の下の名前である隆にもあやかっている）。四股名については若三杉の死去の際に常盤山部屋の弟子の貴景勝が「師匠のしこ名は、横綱隆の里関と若三杉関からいただいたというのは聞いたことあります」と触れている[23]。
- 五木ひろしのファンで、序二段の頃に輪島に「お前は歌がうまいらしいな。1曲歌いながらマッサージしろ」と求められたことがあった。歌いながらマッサージをしていると「十両に上がったら五木ひろしに会わせてやるから、お前、関取になれよ」と励まされたという。3年後に隆三杉が十両に昇進して勝ち越しを決めた時、輪島は本当に五木本人に会わせてくれた。隆三杉は憧れの五木ひろしに会えたことよりも、横綱でありながら下っ端の序二段だった自分との約束を忘れずに守ってくれた輪島の誠実さに感激したという[24]。
- 歌唱力の高さでも知られ、いくつかレコーディングもしており、自身の引退相撲においても美声を披露している。
- 「鉄の胃袋」というあだ名があり、焼き肉75人前を平らげた記録を持つ。しかも、隆三杉が食べるのをやめたのは、満腹になったからではなく、肉を噛み過ぎて顎が疲れたためであったという。
- 部屋の預かり弟子の貴ノ富士が引退した際に「人柄も親方衆の中で『いい人ナンバーワン』と言われる」と一部報道によって伝えられた[25]。

## 主な成績・記録
- 通算成績：720勝753敗46休 勝率.489
- 幕内成績：472勝567敗26休 勝率.454
- 現役在位：118場所
- 幕内在位：71場所
- 三役在位：2場所（小結2場所）
- 三賞：無し
- 金星：1個（大乃国1個）
- 各段優勝
  - 十両優勝：1回（1987年3月場所）
  - 序二段優勝：1回（1978年11月場所）

### 場所別成績
| | 一月場所 初場所（東京） | 三月場所 春場所（大阪） | 五月場所 夏場所（東京） | 七月場所 名古屋場所（愛知） | 九月場所 秋場所（東京） | 十一月場所 九州場所（福岡） |
| --- | ----------------------- | ----------------------- | ----------------------- | --------------------------- | ----------------------- | --------------------------- |
| 1976年 （昭和51年） | x                       | （前相撲）              | 東序ノ口16枚目 4–3      | 東序二段91枚目 2–5          | 東序二段112枚目 6–1     | 西序二段45枚目 4–3          |
| 1977年 （昭和52年） | 西序二段21枚目 4–3      | 西三段目84枚目 2–5      | 西序二段16枚目 3–4      | 西序二段28枚目 5–2          | 西三段目89枚目 4–3      | 東三段目69枚目 1–6          |
| 1978年 （昭和53年） | 東序二段9枚目 5–2       | 東三段目62枚目 5–2      | 西三段目28枚目 2–5      | 東三段目52枚目 3–4          | 西三段目66枚目 1–1–5    | 東序二段11枚目 優勝 6–1     |
| 1979年 （昭和54年） | 東三段目47枚目 5–2      | 東三段目20枚目 5–2      | 東幕下59枚目 4–3        | 西幕下48枚目 3–4            | 西幕下59枚目 4–3        | 西幕下47枚目 5–2            |
| 1980年 （昭和55年） | 西幕下26枚目 5–2        | 東幕下17枚目 5–2        | 西幕下6枚目 4–3         | 西幕下4枚目 3–4             | 東幕下9枚目 5–2         | 東幕下4枚目 5–2             |
| 1981年 （昭和56年） | 西十両13枚目 10–5       | 西十両4枚目 8–7         | 西十両筆頭 8–7          | 西前頭12枚目 6–9            | 西十両2枚目 10–5        | 東前頭10枚目 0–4–11         |
| 1982年 （昭和57年） | 西十両7枚目 休場 0–0–15 | 西十両7枚目 7–8         | 西十両10枚目 9–6        | 東十両4枚目 10–5            | 西前頭12枚目 5–10       | 西十両4枚目 6–9             |
| 1983年 （昭和58年） | 東十両9枚目 5–10        | 東幕下4枚目 4–3         | 西幕下2枚目 6–1         | 西十両10枚目 9–6            | 西十両6枚目 9–6         | 西十両3枚目 10–5            |
| 1984年 （昭和59年） | 西前頭13枚目 8–7        | 東前頭10枚目 8–7        | 東前頭5枚目 5–10        | 東前頭12枚目 9–6            | 西前頭5枚目 4–11        | 西前頭13枚目 8–7            |
| 1985年 （昭和60年） | 東前頭11枚目 8–7        | 西前頭8枚目 8–7         | 東前頭4枚目 5–10        | 東前頭10枚目 8–7            | 東前頭5枚目 5–10        | 東前頭12枚目 8–7            |
| 1986年 （昭和61年） | 西前頭8枚目 8–7         | 東前頭5枚目 6–9         | 西前頭10枚目 8–7        | 西前頭6枚目 9–6             | 東前頭筆頭 休場 0–0–15  | 東前頭14枚目 7–8            |
| 1987年 （昭和62年） | 東十両2枚目 6–9         | 東十両7枚目 優勝 13–2   | 西十両筆頭 8–7          | 西前頭13枚目 9–6            | 東前頭7枚目 8–7         | 東前頭筆頭 3–12 ★           |
| 1988年 （昭和63年） | 西前頭12枚目 9–6        | 西前頭5枚目 8–7         | 東前頭2枚目 3–12        | 西前頭11枚目 10–5           | 東前頭3枚目 5–10        | 東前頭8枚目 8–7             |
| 1989年 （平成元年） | 西前頭3枚目 6–9         | 西前頭6枚目 6–9         | 東前頭9枚目 8–7         | 西前頭6枚目 5–10            | 西前頭12枚目 8–7        | 西前頭8枚目 5–10            |
| 1990年 （平成2年） | 西前頭12枚目 9–6        | 西前頭7枚目 6–9         | 東前頭10枚目 8–7        | 西前頭6枚目 8–7             | 東前頭2枚目 6–9         | 東前頭6枚目 9–6             |
| 1991年 （平成3年） | 西小結 2–13             | 西前頭11枚目 9–6        | 東前頭5枚目 5–10        | 西前頭11枚目 9–6            | 西前頭7枚目 8–7         | 西前頭4枚目 5–10            |
| 1992年 （平成4年） | 西前頭12枚目 8–7        | 東前頭7枚目 7–8         | 西前頭8枚目 8–7         | 西前頭5枚目 7–8             | 東前頭7枚目 9–6         | 西前頭筆頭 8–7              |
| 1993年 （平成5年） | 西小結 4–11             | 東前頭6枚目 8–7         | 西前頭2枚目 5–10        | 東前頭7枚目 7–8             | 西前頭8枚目 8–7         | 西前頭3枚目 4–11            |
| 1994年 （平成6年） | 西前頭10枚目 8–7        | 西前頭4枚目 5–10        | 西前頭10枚目 7–8        | 西前頭12枚目 9–6            | 東前頭6枚目 6–9         | 東前頭11枚目 6–9            |
| 1995年 （平成7年） | 西前頭15枚目 8–7        | 東前頭14枚目 10–5       | 西前頭2枚目 4–11        | 東前頭9枚目 6–9             | 西前頭12枚目 2–13       | 西十両7枚目 引退 0–4–0      |
| 各欄の数字は、「勝ち-負け-休場」を示す。 優勝 引退 休場 十両 幕下 三賞：敢=敢闘賞、殊=殊勲賞、技=技能賞 その他：★=金星 番付階級：幕内 - 十両 - 幕下 - 三段目 - 序二段 - 序ノ口 幕内序列：横綱 - 大関 - 関脇 - 小結 - 前頭（「#数字」は各位内の序列） |                         |                         |                         |                             |                         |                             |

## 幕内対戦成績
| 力士名   | 勝数 | 負数 | 力士名   | 勝数 | 負数 | 力士名   | 勝数 | 負数 | 力士名     | 勝数  | 負数 |
| -------- | ---- | ---- | -------- | ---- | ---- | -------- | ---- | ---- | ---------- | ----- | ---- |
| 青葉城   | 5    | 3    | 青葉山   | 1    | 2    | 安芸乃島 | 4    | 6    | 曙         | 0     | 3    |
| 朝潮     | 0    | 3    | 朝乃翔   | 1    | 1    | 朝乃若   | 0    | 3    | 旭里       | 0     | 2    |
| 旭富士   | 0    | 10   | 旭豊     | 1    | 1    | 天ノ山   | 0    | 3    | 板井       | 12    | 7    |
| 岩波     | 0    | 1    | 恵那櫻   | 11   | 7    | 大潮     | 1    | 2    | 巨砲       | 9     | 13   |
| 大錦     | 2    | 6    | 大乃国   | 1    | 4    | 大豊     | 0    | 3    | 大若松     | 1     | 1    |
| 小城錦   | 2    | 3    | 小城ノ花 | 8    | 4    | 魁皇     | 1    | 2    | 魁輝       | 8     | 5    |
| 春日富士 | 13   | 15   | 北勝鬨   | 9    | 12   | 騏ノ嵐   | 1    | 3    | 旭豪山     | 1     | 2    |
| 旭道山   | 11   | 11   | 鬼雷砲   | 6    | 8    | 霧島     | 9    | 22   | 起利錦     | 7     | 9    |
| 麒麟児   | 6    | 7    | 久島海   | 4    | 11   | 蔵間     | 3    | 5    | 黒姫山     | 1     | 0    |
| 剣晃     | 5    | 6    | 高望山   | 10   | 9    | 港龍     | 1    | 0    | 琴稲妻     | 12(1) | 10   |
| 琴ヶ梅   | 9    | 5    | 琴風     | 0    | 1    | 琴千歳   | 2    | 0    | 琴椿       | 5     | 3    |
| 琴錦     | 3    | 12   | 琴ノ若   | 5    | 8    | 琴富士   | 13   | 4    | 琴別府     | 4     | 4    |
| 小錦     | 3    | 10   | 駒不動   | 1    | 0    | 斉須     | 1    | 1    | 蔵玉錦     | 0     | 1    |
| 佐賀昇   | 1    | 0    | 逆鉾     | 6    | 17   | 佐田の海 | 3    | 2    | 薩洲洋     | 6     | 3    |
| 敷島     | 0    | 1    | 嗣子鵬   | 1    | 0    | 陣岳     | 13   | 15   | 神幸       | 1     | 0    |
| 大至     | 1    | 3    | 大翔鳳   | 6    | 8    | 大翔山   | 3    | 5    | 大善       | 6     | 5    |
| 大徹     | 12   | 5    | 貴闘力   | 1    | 3    | 貴ノ浪   | 2    | 0    | 貴乃花     | 0     | 8    |
| 孝乃富士 | 7    | 7    | 貴ノ嶺   | 1    | 0    | 高見山   | 0    | 1    | 多賀竜     | 10    | 9    |
| 立洸     | 4    | 3    | 玉海力   | 3    | 1    | 玉龍     | 3    | 4    | 千代の富士 | 0     | 6    |
| 常の山   | 3    | 1    | 寺尾     | 4    | 17   | 出羽の花 | 2    | 5(1) | 闘竜       | 5     | 8    |
| 時津洋   | 6    | 4    | 土佐ノ海 | 0    | 2    | 栃赤城   | 2    | 0    | 栃司       | 11(1) | 5    |
| 栃剣     | 7    | 3    | 栃乃藤   | 1    | 1    | 栃乃和歌 | 6    | 13   | 栃光       | 1     | 2    |
| 巴富士   | 3    | 2    | 智乃花   | 2    | 3    | 豊ノ海   | 10   | 3    | 南海龍     | 1     | 1    |
| 蜂矢     | 2    | 1    | 花乃湖   | 2    | 3    | 花ノ国   | 4    | 0    | 濱ノ嶋     | 3     | 1    |
| 播竜山   | 1    | 0    | 肥後ノ海 | 5    | 4    | 日立龍   | 1    | 0    | 富士櫻     | 0     | 2    |
| 藤ノ川   | 5    | 1    | 富士乃真 | 3    | 5    | 双羽黒   | 1(1) | 2    | 鳳凰       | 3     | 6    |
| 北天佑   | 1    | 4    | 北勝海   | 1    | 8    | 星岩涛   | 0    | 1    | 舞の海     | 7     | 3    |
| 前乃臻   | 5    | 2    | 舛田山   | 3    | 3    | 益荒雄   | 2    | 5    | 三杉磯     | 3     | 1    |
| 水戸泉   | 11   | 11   | 湊富士   | 4    | 5    | 武蔵丸   | 0    | 4    | 武双山     | 0     | 4    |
| 両国     | 4    | 7    | 若瀬川   | 5    | 10   | 若乃花   | 4    | 3    | 若の富士   | 1     | 1    |
| 和歌乃山 | 1    | 1    | 鷲羽山   | 2    | 0    |          |      |      |            |       |      |

## 改名歴
- 金尾 隆（かなお たかし）1976年5月場所-1977年3月場所
- 二子錦 隆（ふたごにしき たかし）1977年5月場所-1979年9月場所
- 隆三杉 貴士（たかみすぎ たかし）1979年11月場所-1990年1月場所
- 隆三杉 太一（- たかかつ）1990年3月場所-1995年11月場所

## 年寄変遷
- 藤島 太一（ふじしま たかかつ）1995年11月-2000年3月
- 音羽山 太一（おとわやま -）2000年3月-2004年3月
- 常盤山 太一（ときわやま -）2004年3月-2016年4月
- 千賀ノ浦 太一（ちがのうら たいち[28]）2016年4月-2020年11月
- 常盤山 太一（ときわやま -）2020年11月-

## レコード
- 『さいはての駅/夢路の女よ』（1984年、RIV.STAR RECORDS）

A面 作詞:さいとう大三、作曲:沖田宗丸、編曲:京建輔
B面 作詞:もず唱平、作曲:沖田宗丸、編曲:京建輔